# Studia Turcologica Cracoviensia
Studia Turcologica Cracoviensia (STC) – seria książek turkologicznych o zasięgu międzynarodowym, założona w 1995 r. przez Stanisława Stachowskiego na Uniwersytecie Jagiellońskim w Krakowie. Część tomów składa się z artykułów krakowskich i zagranicznych orientalistów, a część stanowią monografie książkowe. Dotąd opublikowano 15 tomów. STC są poświęcone całej filologii tureckiej, publikują zatem zarówno prace językoznawcze, jak i literaturoznawcze, zarówno osmanistyczne, jak i na przykład środkowoazjatyckie czy syberystyczne.

## Niektóre tomy monograficzne STC
- STC 2: Stanisław Stachowski, Historisches Wörterbuch der Bildungen auf -ci//-ici im Osmanisch-Türkischen, Kraków 1996: Jagiellonian University Press.
- STC 9: Marzanna Pomorska, Middle-Chulym Noun Formation, ISBN 83-7188-784-1, Kraków 2004: Księgarnia Akademicka.
- STC 11: Kamil Stachowski, Names of Cereals in the Turkic Languages, ISBN 978-83-7188-098-8, Kraków 2008: Księgarnia Akademicka.
- STC 12: Michał Németh, Unknown Lutsk Karaim Letters in Hebrew Script (19th–20th Centuries). A Critical Edition, ISBN 978-83-233-3216-9, Kraków 2011: Wydawnictwo Uniwersytetu Jagiellońskiego.
- STC 13: Marzanna Pomorska, Materials for a Historical Dictionary of New Persian Loanwords in Old Anatolian and Ottoman Turkish from the 13th to the 16th Century, ISBN 978-83-233-3618-1, Kraków 2013: Wydawnictwo Uniwersytetu Jagiellońskiego.